# Països Txecs

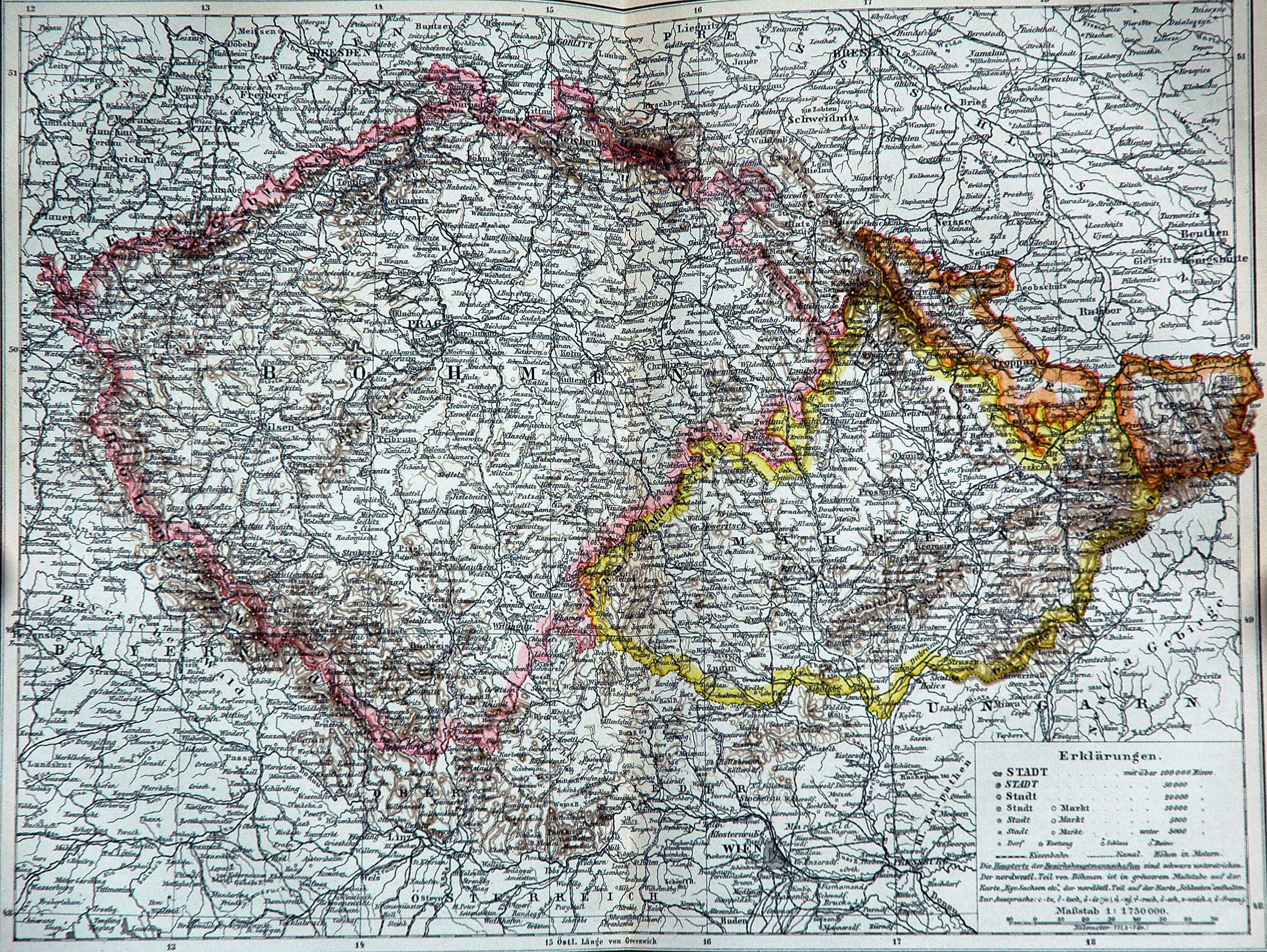
Bohèmia, Moràvia, Silèsia - 1892, com a part d'Àustria-Hongria

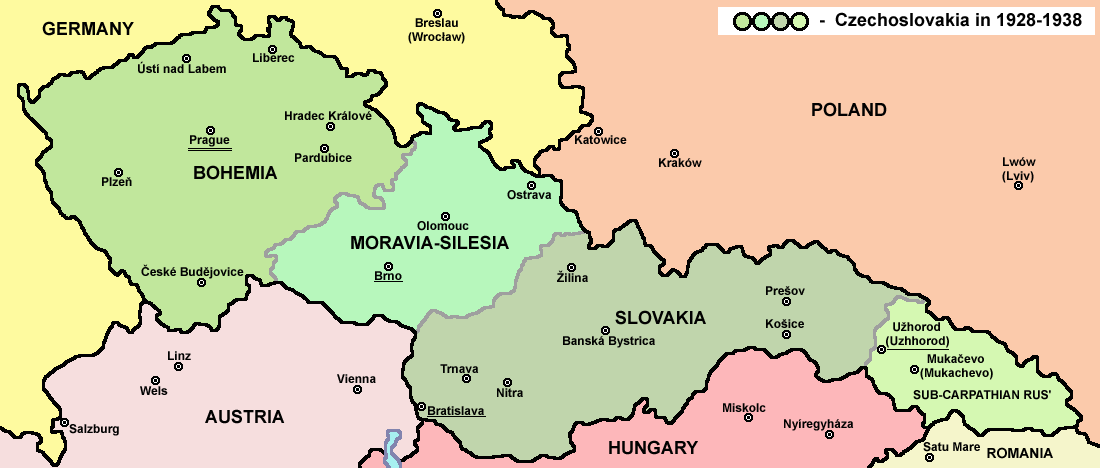
Bohèmia i Moràvia-Silèsia a Txecoslovàquia el 1928

Països Txecs (txec České země) és un terme auxiliar usat per a descriure la combinació de Bohèmia, Moràvia i la Silèsia txeca. Avui dia aquestes tres regions històriques formen part de la República Txeca. Les terres txeques han estat poblades per eslaus des del segle v.
El terme Països Txecs ha estat usat per a descriure coses diferents per gent diferent. Alguns usen el terme per a referir-se a qualsevol territori sota sobirania del rei de Bohèmia (Corona txeca), de manera que podria incloure territoris com Lusàcia i Brandenburg (ara a Alemanya) i gairebé tota Silèsia, que va restar sota domini de Bohèmia durant un temps. La majoria dels texts històrics txecs usen el terme a l'estil medieval. Altres fonts usen el terme per a referir-se només al nucli txec de Bohèmia, Moràvia i la Silèsia Austríaca. Per a molts d'ells, aquesta distinció entre les dues definicions no és necessària, ja que el territori dels Països Txecs es correspon aproximadament a l'actual República Txeca des del segle xviii.

## Noms alternatius
El nom habitual (terme utilitzat oficialment en les llistes txeques) per a la part "txeca" dels Països Txecs (Bohèmia, Moràvia, Silèsia) és "Txèquia" (txec: Česko). Avui també és oficial com a terme abreujat de "República Txeca". El terme Česko és documentat ja el 1777. Česko i els seus equivalents estrangers són també els termes preferits pel ministre txec d'afers estrangers des del 1993. Tanmateix, el terme República Txeca no ha quallat entre els parlants d'altres idiomes. El terme en txec oficialment preferit com a nom del país, Česko, ha trobat temporalment una certa resistència entre els txecs però recentment ha estat més acceptat.